# Lipina (Wola Wysocka)
Lipina (ukr. Липина) – część wsi Wola Wysocka na Ukrainie, w rejonie żółkiewskim obwodu lwowskiego. Dawniej odrębna wieś.
W II Rzeczypospolitej do 1934 samodzielna gmina jednostkowa. Następnie należała do zbiorowej wiejskiej gminy Wola Wysocka w powiecie żółkiewski w woj. lwowskim. 
W kwietniu 1944 nacjonaliści ukraińscy z OUN-UPA spalili tutaj żywcem 5 Polaków i 2 Ukraińców pomagających Polakom.
Po wojnie wieś weszła w struktury administracyjne Związku Radzieckiego.